# Andrew Reynolds
Pour les articles homonymes, voir Reynolds.
Andrew Reynolds est un skateboarder professionnel résidant en Californie, né le 6 juin 1978  à Lakeland, Floride, États-Unis.

## Parcours
Reynolds a commencé le skateboard à neuf ans. Il est passé professionnel en 1996 seulement, et est ensuite devenu connu, notamment par la vidéo de Birdhouse (The End) et fut nommé par le magazine américain Thrasher "Skater of The Year" (SOTY) en 1998. Amicalement surnommé Turtle Boy, il passe souvent son temps dans les rues de Los Angeles, avec les autres membres de son équipe.
Ses tricks préférés sont le Kickflip, le Frontside flip, le 360 frontside et le cabalerial.
Reynolds a entre autres fait Kickflip (first try) et Backside Heelflip par-dessus les 5 blocs de Bercy. Il a aussi replaqué son Frontside flip par-dessus les 4 blocs de Bercy (first try) du premier essai lors de la démo Emerica le 6 mai 2007, il a également rentré un 360 Backside au même endroit depuis. Il est enfin le maître incontesté du flip shifty qu'il a rentré avec aisance sur les 4 gros blocs du Macba à Barcelone. Il a aussi et surtout mis flip back et flip front à Wallenberg.
Andrew Reynolds est appelé The Boss dans le milieu du skateboard, surnom qu'il attribua à une de ses chaussures chez son ancien sponsor Emerica.

## Style
Andrew fait preuve d'un style incomparable. Il est à la fois léger, gracieux, élégant et en même temps rigoureux. C'est un des skaters les plus perfectionnistes, recommencer 4 fois son 3.6 back 5 blocs "parce que j'ai l'air d'une danseuse en l'air'" ce n'est pas rien. Il souffre de Troubles Obsessionnels-Compulsif (TOC) ce qui fait qu'il répète souvent quelques actions différentes (ex.: toucher un mur, demander si les caméras sont prêtes, ...).
Andrew est l'un des pionniers de la new school, il a introduit le style street, il a été l'un des premiers à avoir eu l'idée de sauter des blocs en 360.

## Sponsors
Il est actuellement chez Baker Skateboards, Independent Truck Company, Spitfire , New Balance (il était avant chez Emerica Shoes), Altamont Apparel, Nixon et Active Skateshop. Il a récemment eu une part dans la vidéo Emerica Stay Gold, l'une des plus grosse part jamais faite[réf. nécessaire].
Andrew Reynolds a également créé une marque de vêtements (Altamont Apparel) et une marque de planches (Baker Skateboards).
Andrew Reynolds aime collectionner des bijoux et diamants, jouer de la guitare et faire de petits montages vidéos. Il fait partie du groupe de musique The Goat & The Occasional Others au côté d'un autre skater professionnel Kevin Spanky Long.

## Jeux vidéo
Andrew Reynolds est présent comme personnage des jeux vidéo de sport de glisse Tony Hawk's Proving Ground, Tony Hawk's Pro Skater 3, Tony Hawk's underground 2, Tony Hawk's American Wasteland, Tony Hawk's Pro Skater 2 et tony hawk skateboarding. 
Andrew Reynolds fait également partie, en tant que personnage, du jeu vidéo Skate 3 de EA Sports.